# Партизанское движение в Калмыкии во время Великой Отечественной войны
Советское партизанское движение в Калмыкии — партизанское движение против немецких и румынских оккупантов, а также их пособников на территории Калмыцкой АССР в 1942 — начале 1943 года. Составная часть советского партизанского движения на оккупированной территории СССР.

## Оккупация территории Калмыцкой АССР
В ходе летнего наступления 1942 года немецко-румынские войска группы армий «A» вышли к границам Калмыцкой АССР.
28 июля 1942 года танковые и механизированные части 48-го и 40-го танковых корпусов вермахта перешли в наступление в районе Николаевская - Константиновская, к концу дня между частями Северо-Кавказского фронта образовались большие разрывы. 29 июля немецкие войска упредили готовящийся контрудар 51-й армии на Николаевскую и Константиновскую, в результате прорыва моторизованных частей вермахта в этот день в деревне Большая Мартыновка был уничтожен штаб отдельного кавалерийского корпуса (погиб командующий корпусом генерал-майор Б. А. Погребов и офицеры штаба, управление советскими войсками было утрачено). К исходу дня, немецкие войска прорвали фронт на участке 302-й стрелковой дивизии.
31 июля 1942 года правофланговая 51-я армия, в результате наступления частей 4-й танковой армии вермахта оказавшаяся в отрыве от основных сил Северо-Кавказского фронта была передана в состав Сталинградского фронта.
Продвижение немцев на Элисту вынудило командование Сталинградского фронта выдвинуть из состава 51-й армии, прикрывавшей левый фланг Сталинградского фронта со стороны Сальских степей сводную войсковую группу для прикрытия Элисты. Но из-за недостатка времени, сил и средств, создать крепкую оборону не удалось.
10 августа 1942 года части 111-й пехотной дивизии вермахта заняли райцентр Приютное, расположенный в 75 км юго-западнее Элисты, на следующий день немецкие танки с мотопехотой вышли к Элисте со стороны посёлка Дивное. В этот же день, в 16:30 немцы силами до 800 автоматчиков и 40 танков атаковали город, но первая атака была отбита. 
В оборонительных боях у Элисты участвовал Элистинский сводный отряд (командир - полковник М.К. Зубков), находившийся в подчинении 51-й армии (один усиленный кавалерийский эскадрон из 115-й Кабардино-Балкарской кавалерийской дивизии; один стрелковый батальон; один артиллерийский дивизион из 10 орудий; танковая рота из 7 танков), а также сформированный в Элисте комсомольский истребительный отряд и отряд республиканского управления НКВД (два взвода сотрудников милиции).
12 августа 1942 года советские войска оставили Элисту, отступив в направлении на Астрахань и Сталинград. В этот же день Элисту заняли наступавшие немецко-румынские части (первыми в город вошли румынские подразделения, за которыми двигались немцы)
14 августа 1942 года отряд ст. лейтенанта В. М. Алябьева выдвинулся в район Яшкуля навстречу немцам и занял перекрёсток дорог. 15 августа 1942 года советские войска отступили на линию Малые Дербеты — озеро Сарпа — совхоз «Сарпинский» — Ханата.
25 августа 1942 года на замену 111-й и 370-й пехотных дивизий 52-го армейского корпуса вермахта в Калмыкию начали прибывать части 16-й моторизованной дивизии вермахта.
28 августа 1942 года ударная группа вермахта (два немецких полка, два дивизиона артиллерии и 30 танков) перешла в наступление в районе Яшкуля, 29 августа советские войска с боями оставили Яшкуль, 30 августа 1942 немцами была занята Утта, 31 августа — Хулхута. Дальнейшее продвижение немецко-румынских войск было остановлено на линии посёлков Хулхута — Юста — станция Енотаевская, а 4 сентября 1942 года в результате предпринятого контрнаступления Хулхута была освобождена от немецких войск.
Таким образом, в конечном итоге, немецко-румынскими войсками была оккупирована большая часть республики - город Элиста и пять улусов Калмыцкой АССР, ещё три улуса были оккупированы частично.
На оккупированной территории Калмыцкой АССР были развёрнуты органы немецкого военного командования и иные полицейские, административные и специальные органы:
- так, в оккупированной Элисте были размещены военная комендатура, зондеркоманда 11а спецгруппы D («Зондеркоманда Астрахань»), которой руководил гауптштурмфюрер СС Рольф Маурер, а также специальное немецкое подразделение для борьбы с советскими партизанами и разведывательно-диверсионными группами, возглавляемое полковником Вольфом (в подчинении которого находились органы гестапо и полиции безопасности, а также войска охраны тыла)[5].
- также, на территории Калмыкии начали деятельность органы немецкой военной разведки – «Абвергруппа-103», которой руководил майор А. Иоахим (место постоянной дислокации – в станице Николаевская) и подчинённая ей в оперативном отношении «зондеркоманда «Краних»» (группа особого назначения «Журавль») во главе с зондерфюрером Рудольфом Вербе, носившим псевдоним «доктор Отто Долль»[6]. "Абвергруппа-103" начала вербовку агентуры из местных жителей[7].

Под немецким контролем, на оккупированной территории Калмыцкой АССР началось создание гражданской администрации. Также, началось привлечение жителей на службу в подразделениях вермахта, вспомогательной полиции и иных охранно-полицейских и военизированных вооружённых формированиях.
В трёх километрах от города Элиста был создан "трудовой лагерь", комендантом которого являлся Г. Шварцкопф.
Для ведения пропаганды в оккупированной Элисте была создана редакция, выпускавшая газеты "Свободная земля" (выходившую трижды в неделю тиражом 16 000 экземпляров) и "Теегин херд" (на калмыцком языке).
В распоряжении немецкого командования войск охраны тыла находились:
- калмыцкие кавалерийские эскадроны;
- 450-й, 782-й и 811-й батальоны "туркестано-мусульманского легиона", действовавшие в период с сентября 1942 г. по январь 1943 г. на астраханском направлении (они находились в оперативном подчинении 16-й моторизованной дивизии вермахта);
- казачьи формирования: два полка донских казаков под командованием С. В. Павлова, 600-й казачий дивизион под командованием И. Н. Кононова (три конных эскадрона, три пешие пластунские роты, одна артиллерийская батарея и одна миномётная батарея), казачий "запорожский легион" и отдельные казачьи подразделения из терских и кубанских казаков.

Кроме того, к несению гарнизонной службы, патрулированию и борьбе с партизанами были привлечены:
- военнослужащие армейских подразделений, действующих на астраханском направлении (16-й моторизованной дивизии вермахта и двух дивизий из состава 6-го румынского корпуса).
- сотрудники вспомогательной полиции[4]

20 ноября 1942 года 51-я и 28-я армии Сталинградского фронта перешли в наступление.
23 декабря 1942 года советские части вышли к селению Яшкуль, которое противник превратил в укреплённый узел сопротивления, и охватили с флангов немецкие оборонительные позиции.
В ходе боёв 26-28 декабря 1942 года частями 248-й стрелковой дивизии Яшкуль был освобождён от немецких войск.
30 декабря 1942 года в ходе наступления советских войск были освобождены сёла Троицкое и Вознесеновка, 31 декабря 1942 года - Элиста.
В дальнейшем, территория Калмыцкой АССР была полностью освобождена от немецко-румынских войск.

## Развёртывание партизанского движения
В июле 1942 года Калмыцкий обком ВКП(б) принял решение о создании в Элисте и во всех улусах Калмыцкой АССР истребительных отрядов из коммунистов, комсомольцев и добровольцев.
В конце июля 1942 года в Элисте были сформированы Элистинский батальон народного ополчения (командир - майор Г. П. Карцев, комиссар - А. П. Монаков) - пять рот общей численностью 523 человек, а также укомплектованная добровольцами женская военно-санитарная дружина.
30 июля 1942 года ЦШПД принял решение о создании на юге страны штаба для руководства партизанским движением в тылу противника, а также специальной школы для подготовки партизанских кадров.
При отступлении на территории республики были оставлены связные и подпольщики. В конце августа 1942 года в одну из партизанских групп на самолёте У-2 был переброшен радист с рацией "Север" (старшина В. П. Нечаев, действовавший вместе с партизанами до февраля 1943 года).
В сентябре 1942 года была создана оперативная группа Калмыцкого обкома ВКП(б) для руководства партизанским движением и партийным подпольем на оккупированной территории Калмыцкой АССР. 
16 сентября 1942 года в Астрахань прибыли представители ЦШПД - генерал И. И. Рыжиков (ранее руководивший партизанским движением на Калининском фронте), его заместитель - майор Шестаков и политработник А. В. Торицин.
18 сентября 1942 года в Астрахани была создана партизанская спецшкола № 005, начальником которой был назначен старший политрук А. М. Добросердов (бывший секретарь Элистинского горкома ВКП(б), участник гражданской войны), этим же приказом были назначены заместитель начальника школы - И. Я. Безрукавный и инструкторы-преподаватели (П. Е. Тишкалов, И. А. Фридман, О. М. Боряева и А. П. Федотов). В распоряжение школы передали 40 бойцов элистинского истребительного отряда, 30 военнослужащих 28-й армии, позднее было получено пополнение из числа эвакуировавшихся жителей Калмыкии и комсомольцев Астрахани, военнослужащих 51-й армии и младших командиров Закавказского фронта.
К концу сентября 1942 года в тыл противника было заброшено более 300 человек.
28 октября 1942 года в соответствии с постановлением Военного Совета 28-й армии начальник разведотдела штаба 28-й армии выделил двух радистов с рациями для связи с направленными на территорию Калмыкии партизанами.
25 декабря 1942 года в связи с освобождением большей части территории Калмыцкой АССР (за исключением Западного и Яшалтинского улусов) и наступлением Красной Армии на Сталинградском фронте Калмыцким обкомом ВКП(б) и Южным отделом ЦШПД было принято решение: партизанские отряды, ранее действовавшие на освобождённой территории и оказавшиеся теперь в расположении советских войск - доукомплектовать, вооружить, обеспечить продовольствием и направить через линию фронта для действий в западных улусах Калмыцкой АССР и соседних с ними районах.

## Численность
В общей сложности, на оккупированной территории Калмыцкой АССР действовал 21 партизанский отряд общей численностью 300 человек. В связи со сложными условиями (открытая безводная степь, проведённая немцами регистрация местного населения в возрасте от 12 до 60 лет), партизаны действовали небольшими группами - в среднем, от 12 до 20 человек, хотя численность нескольких отрядов достигала 35 человек. Отряды непрерывно рейдировали. Для транспортировки грузов использовались вьючные животные - лошади и верблюды. Кроме того, здесь действовали шесть подпольных улускомов и 5 патриотических групп. Помимо партизан и подпольщиков, в антифашистской борьбе участвовали оказавшиеся на оккупированной территории советские военнослужащие-"окруженцы", бежавшие из мест заключения военнопленные и местные жители.
Полных данных о численности участников и результатах деятельности антифашистского сопротивления на территории Калмыцкой АССР не имеется, поскольку многие участники партизанского движения, подпольных групп и ячеек погибли в период оккупации.

## Деятельность
Основными формами деятельности подпольных организаций было ведение агитации, участие в разведывательной деятельности, саботаж и организация диверсий. Партизанские отряды совершали диверсии и вооружённые нападения на противника.

### Деятельность подполья
- в Элисте при отступлении была оставлена подпольная организация, в состав которой входили Беленко, Иван Петруцкий, А. И. Инченко, Т. Ф. Аносова, Григорий Кузьменко, В. М. Скворцова, Колесников, Антонова и ещё несколько человек. Группа провела несколько диверсий (подожгли школу, в которой была расквартирована немецкая часть, здание офицерской столовой, осуществили взрыв у здания гестапо), но в дальнейшем её участники были выявлены и уничтожены.
- в Яшалтинском улусе действовал подпольный улуском, который возглавлял Н. Г. Шулепов.
- в Бага-Туктуновском сельсовете действовала подпольная комсомольская группа (Б. Г. Хонгоров, Нимгиров и Изотов).
- в Башанте при отступлении была оставлена подпольная группа, в состав которой входили местные жители: коммунисты Альди Иванов и Саран Манджиков, комсомолец Г. Имкинов и беспартийная М. В. Шлыкова, к ним присоединились бывший завхоз совхоза № 112 И. Я. Кожембаев, Имкинова и агроном И. М. Бреславец. Они прятали от оккупантов зерно, спрятали трактора, но были выявлены и уничтожены[4].
- кроме того, в Башанте в сентябре 1942 года по инициативе местных жителей была создана и начала действовать ещё одна подпольная группа, в состав которой вошли П. Д. Пашкова, её сестра (14-летняя Лена Пашкова), а также сестры Надежда Шарапова и Мария Шарапова. Они оказывали помощь советским пленным, выпустили листовки, однако были выявлены и уничтожены.
- в селе Красная Михайловка Яшалтинского района по инициативе местных жителей была создана и начала действовать патриотическая группа, ядром которой стала семья И. Т. Говенко (подпольщиками являлись И. Т. Говенко, его дочери Груня и Наталья), а также местные жители К. А. Мокущенко, Таня Харченко, "окруженец" политрук Виктор Войтенко и группа партизан под командованием Виктора Остапенко из Орджоникидзевского края. И. Т. Говенко, до ноября 1942 года работавший сельским старостой, укрывал от немцев хлеб и скот, прятал шерсть, спасал военнопленных, прятал от коменданта поступавшие доносы и заступался за жителей перед оккупационными властями. Подпольщиками были убиты начальник сельской полиции и три полицейских. Позднее, подпольщики были выявлены и уничтожены противником. По приказу начальника Яшалтинской районной полиции Карла Гиллера, 4 ноября 1942 года вся семья И. Т. Говенко из 16 человек (в том числе 9 детей, младшему из которых было 2 года) была зверски убита полицаями[16][4].

### Разведывательная деятельность партизан
Партизаны собирали и передавали разведывательную информацию о численности, дислокации, перемещениях и намерениях войск противника, строительстве оборонительных сооружений и иных объектов военной инфраструктуры.
- вступивший в организованный немцами Калмыцкий кавалерийский корпус разведчик Э. Батаев передал в распоряжение советских разведывательных органов список личного состава корпуса;
- партизанами были захвачены немецкие документы, раскрывавшие численность полицейских частей в Калмыкии[17].

### Боевые операции и диверсии партизан
- сводный отряд под командованием В. Н. Кравченко и И. Н. Чернышёва (объединенные партизанские группы № 51 и № 55, общая численность — 39 бойцов), в октябре 1942 года перешёл линию фронта в районе 10-го разъезда Астрахано-Кизлярской железной дороги, в течение месяца совершил 350-километровый рейд, уничтожил несколько групп противника, разгромил немецкую заставу возле хотуна Шара-Халстун, после чего в районе Зунде был окружён противником и вступил в бой против роты солдат немецкой 16-й моторизованной дивизии, одного эскадрона казаков и одного эскадрона калмыков. В течение десяти часов отряд отбивал атаки, нанеся противнику существенные потери (потери партизан составили 2 убитыми, 4 пропавшими без вести и 2 пленными, в пожаре были уничтожены запасы продовольствия, боеприпасов и тёплой одежды), а затем прорвался через кольцо окружения к реке Маныч, переправился через реку и позднее вышел в расположение советских войск[18].
- партизанская группа № 59 (командир И. Г. Гермашев, комиссар Б. Х. Адучиев, 22 бойца: 12 русских, 9 калмыков и 1 украинка) — в период с 15 до 31 октября 1942 года во время рейда за линией фронта уничтожила 1 старосту, несколько полицейских, 15 немецких солдат, один немецкий обоз и несколько автомашин с зерном. В дальнейшем, группа совершила несколько налётов на немецкие объекты в городе Элиста (в том числе — на кухню и столовую 16-й немецкой моторизованной дивизии), на немецкие гарнизоны в селе Бага-Бурул Приютненского улуса и на хуторе Петренко Вознесеновского сельсовета. 5 ноября 1942 года в районе села Бага-Бурул группа обнаружила немецкую разведку в составе 28 человек и приняла бой, в котором уничтожила 17 немцев. В этот же день командование немецкой дивизии направило на уничтожение группы свыше 300 солдат и полицейских на 15 автомашинах, в ожесточённом бою немцы понесли потери, но к 7 ноября 1942 года группа была уничтожена, а захваченные в плен партизаны — доставлены в гестапо и после допроса расстреляны[19].
- партизанская группа С. А. Коломейцева (16 бойцов: 4 русских и 12 калмыков, имевшая на вооружении 5 автоматов, 11 винтовок и 2 револьвера) подорвала на автодороге Яшкуль — Утта несколько автомашин с имуществом и солдатами противника, атаковала полевой аэродром в районе селения Яшкуль (здесь партизаны сняли часовых, подорвали и сожгли 5 истребителей «Мессершмитт-109» и забросали гранатами дом, в котором были расквартированы немцы), после чего, преследуемая эскадроном калмыцких легионеров и подвижными отрядами немцев, в течение нескольких дней вела бой с преследователями[20]. Погибла у Адыка в бою с превосходящими силами противника[14].
- группа № 74 (кодовое название «Юста», командир Эрдни Очиров, комиссар — Бадма Лиджиев, 17 бойцов) установила несколько мин на дороге Яшкуль — Ютта, несколько раз рвала линии связи, распространяла написанные от руки листовки, нападала на обозы и автомашины. Действовала в течение месяца, но после того, как немцы отравили три колодца в районе действий группы (в один бросили падаль, во второй залили керосин, в третьем — утопили человека), вышла в расположение советских войск.
- группа № 57 (командир П. Н. Яковлев, комиссар Б. У. Убушаев, 19 бойцов: 11 русских и 8 калмыков, имевшая на вооружении 6 автоматов, 12 винтовок и 2 револьвера) — уничтожила несколько отрядов немцев и коллаборационистов, в ночь с 22 на 23 октября 1942 года в селении Кугульма разгромила румынский гарнизон (здесь были уничтожены 18 румынских солдат и офицеров). В середине ноября 1942 года группа была окружена в 70 км к северу от Элисты и в течение суток вела бой против немцев, прежде чем была уничтожена противником. В ходе своего последнего боя группа уничтожила 30 немецких военнослужащих (в том числе, 1 офицера)[20], ещё несколько гитлеровцев были ранены[21].
- группа № 70 (командир А. М. Федоренко, 31 боец) в районе Яшкуля попала на минное поле и потеряла 4 человек погибшими, после чего вступила в бой с поднятыми по тревоге немцами (в бою группа уничтожила 18 немцев, но потеряла ещё 4 человек убитыми), а затем отступила к хутору Плавненский. Позднее группа вышла в расположение советских войск, выведя две отары овец и стадо коров.
- партизанская группа под командованием Б. Х. Харухаева 20 ноября 1942 года в хотоне Заг атаковала румынскую разведку численностью 25-30 человек, а позднее участвовала в освобождении села Кетченеры
- группа № 66 (кодовое название «Максим», командир — Л. М. Черняховский, комиссар — В. М. Быковский, общая численность 15 человек — 12 мужчин и 3 девушки, на вооружении 6 автоматов ППШ, 4 винтовки, 4 карабина, 2 пистолета ТТ, 4500 шт. патронов и 40 кг тола) 2 декабря 1942 года в районе полустанка Куберле взорвала железнодорожные пути перед первым эшелоном, в котором двигалась к фронту 5-я танковая дивизия СС «Викинг». После этого группа передала радиограмму о местонахождении войск противника и вступила в бой с выгрузившейся из эшелона усиленной ротой мотопехоты. Бой продолжался в течение часа, выживших не было — нескольких захваченных в плен раненых после пыток заживо сожгли из огнемёта. На ремонт повреждённого паровоза и восстановление взорванного пути у немцев ушло четыре часа. Задержка позволила советским штурмовикам нанести удар по эшелонам 5-й танковой дивизии СС на перегоне между станцией Орловская и разъездом Куберле, что вынудило немецкое командование разгрузить дивизию в полевых условиях и направить к Сталинграду своим ходом. В результате, дивизия прибыла на фронт с опозданием на четверо суток[22].
- партизанский отряд (командир С. Л. Докрунов, комиссар — Манджиков) в декабре 1942 года заминировал у Солёного озера автодорогу Элиста — Сальск, на установленной мине подорвалась немецкая автомашина, пассажиры которой были уничтожены, а партизаны захватили несколько автоматов. Позднее, недалеко от Яшалты на привале партизанский отряд был атакован немцами и полицаями и понёс тяжёлые потери.
- партизанская группа № 55 (кодовое название «Мститель», командир В. Н. Кравченко, комиссар Лиджи-Гаря Дорджи-Гаряев, 18 бойцов) во время рейда в конце декабря 1942 года уничтожила конный разъезд калмыцких легионеров, затем организовала засаду на дороге, в которую попал немецкий офицер связи из штаба 1-й танковой армии, ехавший к Сальску в сопровождении полувзвода казаков (в ходе боя немецкий офицер и два казака были захвачены в плен, ещё несколько казаков были уничтожены); в дальнейшем были уничтожены ещё две группы противника (убито свыше 10 калмыцких легионеров, ещё несколько ранено, захвачены три верховые лошади, а также запряженная верблюдом арба с продовольствием, патронами и снаряжением). Во время выхода в расположение советских войск группа была обстреляна противником, потери партизан составили 1 человека убитым[23]
- партизанская группа под командованием А. Р. Потлова захватила самолёт противника, совершивший посадку в районе Чёрных земель (при этом, в плен были захвачены находившиеся в самолёте члены экипажа и десантники), а также заминировала дорогу у Яшкуля. На установленных минах подорвались два средних танка, 1 броневик и 2 автомашины противника[14]

### Иные формы содействия и помощи СССР со стороны местных жителей
- после окончания боёв в районе хутора Весёлый местная жительница Л. Р. Мухлынова вытащила с места сражения, спрятала и вылечила раненых советских танкистов. Позднее, их спрятали в своих домах другие жители Западного улуса: завхоз совхоза № 112 И. Я. Кожембаев, агроном И. М. Бреславец, медсестра А. В. Глушко, домохозяйка Т. В. Субачева и её отец В. Д. Коломейцев[24][4].
- жительница хотона Хара-Толга, пожилая калмычка, спрятала в доме тяжелораненного комиссара партизанской группы № 59 Б. Х. Адучиева (который был полузасыпан в окопе взрывом гранаты, принят за мёртвого и оставлен гитлеровцами на месте последнего боя отряда), оказала ему медицинскую помощь, но была выдана предателем[25]
- зимой 1942-1943 года на протяжении трёх недель жители хотона Зюнгар оказывали помощь разведчикам сброшенной на территорию Калмыкии разведывательно-диверсионной группы из 8 человек, которой командовал испанский коммунист Сальвадор Кампильо: собирали информацию, снабжали разведчиков продуктами питания, предоставили им лошадей[26]. Селение было сожжено немецкими карателями[27]
- жительница Башанты Груня Черепахина в период оккупации прятала и лечила раненых советских военнослужащих, она была расстреляна оккупантами вместе с раненым командиром РККА[28].

## Результаты
В период оккупации на борьбу с советскими партизанами на территории Калмыкии были затрачены значительные силы и средства; к борьбе с партизанами были привлечены сотрудники немецких спецслужб, военнослужащие армейских подразделений, полицейские и охранные части.
Действия партизан и подпольщиков задерживали и срывали выполнение распоряжений и хозяйственных мероприятий оккупантов на территории Калмыкии. В конце 1942 - начале 1943 года партизаны и подпольщики Калмыкии оказали активную помощь наступающим советским войскам в освобождении территории Калмыцкой АССР
Всего, по неполным данным, советские партизаны, действовавшие на оккупированной территории Калмыцкой АССР, разгромили 2 гарнизона, уничтожили не менее 210 солдат и офицеров противника, не менее 5 старост, значительное количество полицейских, 6 самолётов, несколько танков и бронемашин, десятки автомашин и подвод.
- по уточнённым данным, на оккупированной территории Калмыцкой АССР партизанами и подпольщиками было уничтожено свыше 500 военнослужащих противника, полицаев и предателей, до 30 автомашин, взорвано 3 военных склада[30]

Также, партизаны неоднократно совершали диверсии на линиях связи (спиливали телефонные столбы и перерезали провода), однако точных данных о общей протяжённости повреждённых и выведенных из строя линий связи на оккупированной территории Калмыцкой АССР не имеется.
Партизаны и подпольщики несколько раз поджигали стога сена и скирды соломы, заготовленные по приказу немецкой оккупационной администрации для кормления лошадей кавалерийских подразделений "восточных" (калмыцких и казачьих) формирований, румынской кавалерии и немецких обозных лошадей, однако сведений о общем количестве сожжённых стогов сена и скирд соломы не имеется.
Кроме того, партизаны и подпольщики вели разъяснительную работу и антифашистскую агитацию среди населения. Помимо устных бесед, они расклеивали и распространяли листовки, а с начала ноября 1942 года - распространили несколько номеров газеты "Вести с Родины"
За участие в антифашистской борьбе в подполье и партизанских отрядах на территории Калмыкии советскими правительственными наградами были награждены многие партизаны и подпольщики:
- разведчик Эрдни Батаев был награждён орденом Боевого Красного Знамени (посмертно);
- два партизана (Тамара Хахлынова[33] и Юрий Клыков[34]) были награждены орденами Отечественной войны I степени (посмертно)[35].
- партизан Владимир Косиев был награждён орденом Отечественной войны II степени (посмертно)[36].
- командир партизанской группы № 59 И.Г. Гермашев был награждён медалью "За отвагу" № 634806 (посмертно)

## Память
- 21 февраля 1943 года тела 14 погибших партизан и жертв оккупантов были похоронены в центральном парке города Элиста. После войны, в центральном парке города Элиста был установлен памятник 14 расстрелянным партизанам. В 1965 году в центре Элисты был сооружён мемориальный комплекс в память о погибших в Великой Отечественной войне советских военнослужащих, партизанах и подпольщиках (скульптор Н. А. Санджиев, архитекторы И. Н. Андреенко, М. Б. Пюрвеев и Д. Б. Пюрвеев) и зажжён Вечный огонь[37].
- именем Тамары Хахлыновой было названо Элистинское медицинское училище. После войны, у балки Ялмата (на месте гибели Тамары Хахлыновой) учащиеся Калмыцкого медицинского училища имени Тамары Хахлыновой установили обелиск.
- на станции Орловская установлен памятник бойцам партизанской группы № 66 "Максим"
- в Башанте установлен памятник Груне Черепахиной[28]
- в селе Красномихайловское Яшалтинского района установлен памятник семье Говенко - «участникам подпольной организации, убитым фашистами вместе с родными и близкими»[16]
- в честь партизан названы улицы Элисты[38]:
  - улица Юрия Клыкова
  - улица Тамары Хахлыновой
- средняя школа в селе Вознесеновка Целинного района Калмыкии названа в честь И. В. Гермашева[39]

## Отражение в культуре и искусстве
- Санджи Каляев. "Тамара" (поэма о Тамаре Хахлыновой)
- Аксен Сусеев. "В семнадцать мальчишеских лет..." (поэма о Юрии Клыкове)